# Ster van de staat Kedah
De Ster van de staat Kedah, in het Maleis "Bintang Keberanian Negeri Kedah", ook "Star of the State of Kedah" genoemd, werd op 6 december 1955 ingesteld door de regerende sultan van Kedah, Duli Yang Maha Mulia Sultan dan Yang di-Pertuan Negara Kedah Dar ul-Aman, Badlishah ibni al-Marhum Sultan 'Abdu'l Hamid Halim Shah, Sultan and Yang di-Pertuan van Kedah Dar ul-Aman.
De onderscheiding kent een enkele graad en wordt voor dapperheid verleend. De gedecoreerden dragen de ster aan een rood-blauw-rood lint op de linkerborst en voeren de letters "BKK" achter hun naam.